# Грабовец, Анатолий Иванович
Анатолий Иванович Грабовец (27 августа 1939, Ворошиловград — 25 июля 2023) — советский и российский учёный-растениевод, специалист по селекции и семеноводству полевых культур.
Член-корреспондент РАН (2014), РАСХН (2005), иностранный член Национальной академии аграрных наук Украины (2007), доктор сельскохозяйственных наук (1995). Заслуженный агроном РСФСР (1981).

## Биография
Окончил Луганский СХИ (1961), в 1964—1967 гг. — аспирант кафедры селекции и защиты растений там же. Докторская диссертация: «Селекция озимой пшеницы в условиях степи Среднего Дона» (1995).
В 1967—1979 гг. работал на Северо-Донецкой государственной сельскохозяйственной станции: научный сотрудник, заведующий лабораторией селекции озимой и яровой пшеницы; в 1984—1987 годах — директор станции.
В 1979—1984 гг. и с 1987 года — заведующий отделом селекции и семеноводства пшеницы и тритикале Донского зонального НИИ сельского хозяйства.
Под его руководством и при непосредственном участии районировано 54 сорта озимой и яровой пшеницы и выведено 27 сортов озимого тритикале.
Умер 25 июля 2023 года на 84-м году жизни после непродолжительной болезни. Похоронен на кладбище посёлка Донская Нива Тарасовского района Ростовской области.

## Награды
Награждён орденами Трудового Красного Знамени (1976), Октябрьской Революции (1986), Почёта (2005).
Награждён орденом «За заслуги перед Ростовской областью» (2012).
Также награждён дипломом качества и золотой медалью Европейской научно-промышленной палатой.
Почётный гражданин Тарасовского района Ростовской области (2000).
Почётный гражданин Ростовской области (10 июня 2020)
Опубликовал около 300 научных трудов, имел 50 авторских свидетельств и патентов на изобретения.

## Семья
Анатолий Иванович был старшим сыном Ивана и Ольги Грабовец. Мать - донская казачка со станицы Митякинской в Тарасовском районе, а отец был родом из-под  Чернигова. Иван Павлович Грабовец происходил из семьи сельского агронома Павла Андреевича Грабовца (1894—1971) и Ксении Ефимовны Малеванной (1897—1975), переехавшей в Луганск в конце 1920-х годов из села Поддубновка Прилукского района Черниговской области (ранее — Прилукского уезда Полтавской губернии), спасаясь от раскулачивания. Именно деду - образованному крестьянину, который еще сто лет назад привозил из города в родную деревню новые сорта пшеницы, по словам ученого, он обязан талантом селекционера. 